# 숀 머피 (스누커 선수)

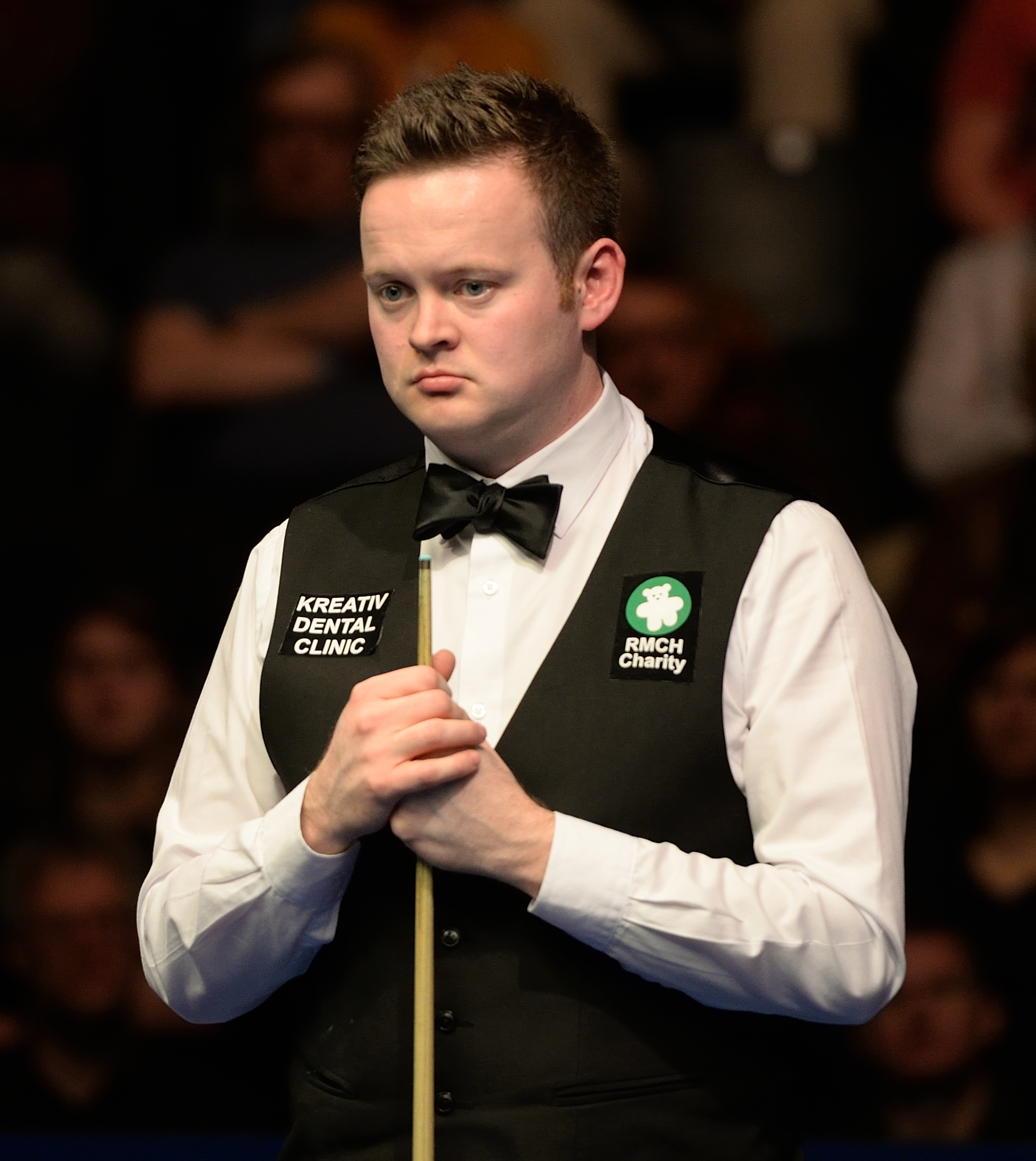
숀 머피

숀 머피(영어: Shaun Murphy, 1982년 8월 10일 ~ )는 잉글랜드의 스누커 선수이다. 2005년 세계 선수권 대회에서 우승했다. 더 매지션(The Magician)이라는 별명을 가진 머피는 직선 큐 액션과 긴 포팅으로 유명하다.
에식스의 할로에서 태어나 노스 노샘프턴셔의 얼링버러에서 자란 머피는 1998년에 프로로 전향했다. 2005년 월드 챔피언십에서의 그의 승리는 그가 알렉스 히긴스와 테리 그리피스에 이어 타이틀을 획득한 세 번째 예선전이었기 때문에 큰 놀라움으로 여겨졌다. 그는 11개의 랭킹 타이틀을 획득하여 역대 랭킹 토너먼트 우승 목록에서 10위에 올랐으며 2009년에 두 번째 세계 선수권 대회 결승에 진출했으며 2015년에는 세 번째, 2021년에는 네 번째에 도달했다. 그의 경력 트리플 크라운을 완성한 2015 마스터스를 포함한 랭킹 토너먼트이다.
머피는 400만 파운드 이상의 상금을 획득했으며 그의 프로 경력에서 600번 이상의 세기의 휴식을 취했다. 그의 최고 세계 랭킹은 3위로 2007-08 시즌에 이어 3시즌 동안 이 순위를 유지했다.
2017년 11월 12일 머피는 결승전에서 로니 오설리반을 꺾고 챔피언 오브 챔피언스 타이틀을 획득했다. 2019 세계 스누커 챔피언십에서 머피는 개막 라운드에서 루오 홍하오(Luo Honghao)를 10-0으로 물리치고 세계 선수권 대회에서 화이트워시를 수행한 두 번째 인물이 되었다.